# نوط الهلال الأحمر
نوط الهلال الأحمر هو نوط صدر بموجب القانون رقم 10 بتاريخ 13 فبراير، 1934. وهو على ثلاثة أنواع، ذهبي، وفضي، ونحاسي. يُمنح بإرادة ملكية بناءً على اقتراح وزير الداخلية، المعطوف على قرار يصدر من المجلس العام لجمعية الهلال الأحمر. يُمنح لمن يقوم بخدمة نافعة لمقاصد جمعية الهلال الأحمر العراقية. وقد عُدل بموجب النظام المرقم 17 في 5 مايو، 1934. وأُلغي القانون ونظامه عام 1984. وقد صنعته شركة Arthus Bertrad الفرنسية.

## الوصف
حدد النظام المرقم 8 في 4 فبراير، 1934، شكل النوط وشريطه:
المادة الأولى:

## إلغائه
ألغي بموجب المادة 33، ثالثاً أ- ورابعاً - أ، من قانون الأوسمة والأنواط رقم 95 لسنة 1982. ألغي قانون نوط الهلال الأحمر رقم 10 لسنة 1934، ونظام نوط الهلال الأحمر رقم 8 لسنة 1934.